# Crown Royal

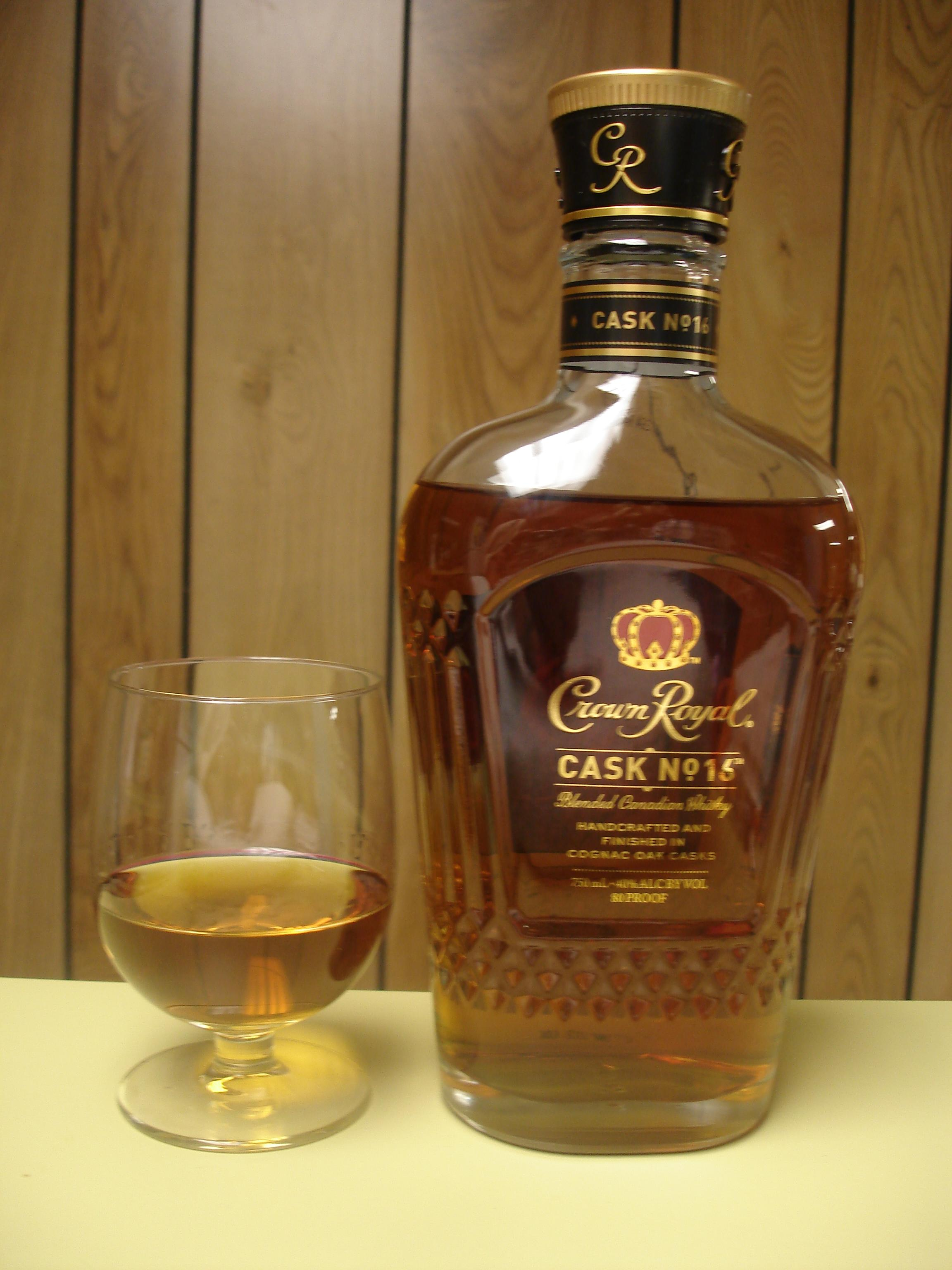
Bouteille de Crown Royal

Crown Royal est un whisky canadien d'assemblage (blend). Il est élaboré au sein de la distillerie de Gimli, ville de la rive ouest du lac Winnipeg, dans la province du Manitoba. Il est le whisky canadien le plus vendu aux États-Unis.
Crown Royal est présent, en tant que sponsor, dans le monde du sport nord-américain, particulièrement en hockey sur glace et en NASCAR. En hockey sur glace, il est partenaire de l'émission Hockey Night in Canada de la CBC. En NASCAR, Crown Royal sponsorise la voiture numéro 17 de Matt Kenseth, ainsi que la course Crown Royal 400 qui se déroule chaque année sur le circuit de Richmond International Raceway en Virginie.